# Misogada nigrifulva
Misogada nigrifulva är en fjärilsart som beskrevs av Paul Dognin 1910. Misogada nigrifulva ingår i släktet Misogada och familjen tandspinnare. Inga underarter finns listade i Catalogue of Life.